# جماز بن هبة
جماز بن هبة بن جماز بن منصور الحسيني. عينه السلطان المملوكي برقوق أميراً على المدينة المنورة عام 783هـ، وكانت المدينة في تلك الفترة تشهد اضطرابات، ومنافسات على الإمارة، ولم يستطع جماز توفير الأمن في المدينة، وكان له منافسون يطمعون في المنصب، لذلك عزل أكثر من مرة. وفي سنة 789هـ سجن بالإسكندرية سبع سنين، ثم أعيد لإمارة المدينة المنورة سنة 805 هـ، ثم عزل في العام نفسه، وأعيد إلى الإمارة مرة أخرى سنة 809 هـ، وقد ساءت سيرته في الفترة الأخيرة خاصة بعد أن قلت واردات الإمارة ولم تعد تكفي مصروفاتها، وامتدت يده إلى الحجرة النبوية واستولى على القناديل الثمينة، والأموال الموجودة فيها، وخرج من المدينة تاركاً الإمارة، فاغتاله عربان مطير فكان عبرة للناس.